# Paralpenus flavizonata
Paralpenus flavizonata is een vlinder uit de familie spinneruilen (Erebidae), onderfamilie beervlinders (Arctiinae). De wetenschappelijke naam van de soort is voor het eerst geldig gepubliceerd in 1911 door Hampson.
Deze nachtvlinder komt voor in tropisch Afrika.